# Megalepthyphantes nebulosus
Megalepthyphantes nebulosus (Sundevall, 1830) è un ragno appartenente alla famiglia Linyphiidae.

## Distribuzione
La specie è stata rinvenuta in diverse località della regione olartica.

## Tassonomia
È la specie tipo del genere Megalepthyphantes Wunderlich, 1994. Non sono stati esaminati esemplari di questa specie dal 2013. Attualmente, a dicembre 2013, non sono note sottospecie.